# Zawidz (gmina)
Zawidz est une gmina rurale (gmina wiejska) de la powiat de Sierpc, dans la Voïvodie de Mazovie, dans le centre-est de la Pologne.
Son siège administratif (chef-lieu) est le village de Zawidz Kościelny et qui se situe environ 15 kilomètres au sud-est de Sierpc (siège de la powiat) et 102 kilomètres au nord-ouest de Varsovie (capitale de la Pologne).
La gmina couvre une superficie de 186,09 km2 pour une population de 6 378 habitants en 2021.

## Histoire
De 1975 à 1998, la gmina est attachée administrativement à la voïvodie de Płock.

Depuis 1999, elle fait partie de la voïvodie de Mazovie.

## Géographie
La gmina inclut les villages et localités de:

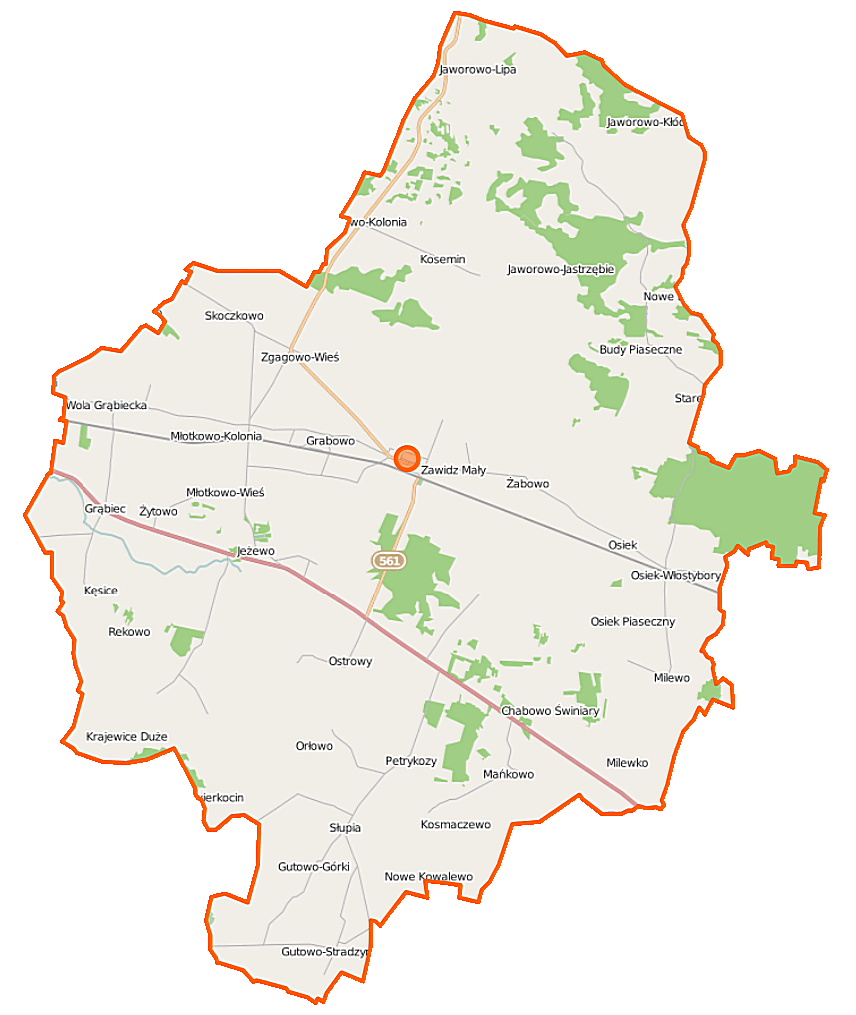
Plan de la gmina

- Budy Milewskie
- Budy Piaseczne
- Chabowo-Świniary
- Gołocin
- Grąbiec
- Grabowo
- Gutowo-Górki
- Gutowo-Stradzyno
- Jaworowo-Jastrzębie
- Jaworowo-Kłódź
- Jaworowo-Kolonia
- Jaworowo-Lipa
- Jeżewo
- Kęsice
- Kosemin
- Kosmaczewo
- Krajewice Duże
- Krajewice Małe
- Majki
- Majki Duże
- Majki Małe, Makomazy
- Mańkowo
- Milewko
- Milewo
- Młotkowo-Kolonia
- Młotkowo-Wieś
- Nowe Kowalewo
- Nowe Zgagowo
- Orłowo
- Osiek
- Osiek Piaseczny
- Osiek-Parcele
- Osiek-Włostybory
- Ostrowy
- Petrykozy
- Rekowo
- Schabajewo
- Skoczkowo
- Słupia
- Stare Chabowo
- Stropkowo
- Szumanie
- Szumanie-Pejory
- Szumanie-Pustoły
- Wola Grąbiecka
- Żabowo
- Zalesie
- Zawidz Kościelny
- Zawidz Mały
- Zgagowo-Wieś
- Żytowo

### Gminy voisines
La gmina de Zawidz est voisine des gminy suivantes :
- Bielsk
- Bieżuń
- Drobin
- Gozdowo
- Raciąż
- Rościszewo
- Siemiątkowo
- Sierpc

## Structure du terrain
D'après les données de 2002, la superficie de la commune de Zawidz est de 186,09 km2, répartis comme telle :
- terres agricoles : 82%
- forêts : 11%

La commune représente 21,82% de la superficie du powiat.

## Démographie
Données du 30 juin 2004 :
| Description        | Total  | Total | Femmes | Femmes | Hommes | Hommes |
| ------------------ | ------ | ----- | ------ | ------ | ------ | ------ |
| Unité              | Nombre | %     | Nombre | %      | Nombre | %      |
| Population         | 7 030  | 100   | 3 554  | 50,6   | 3 476  | 49,4   |
| Densité (hab./km²) | 37,8   | 37,8  | 19,1   | 19,1   | 18,7   | 18,7   |